# Lamisi (nhạc sĩ)
Regina Lamisi Awiniman Anabilla Akuka (sinh năm 1986) còn được biết đến với nghệ danh Lamisi là một ca sĩ, nhạc sĩ và người biểu diễn Ghana đến từ Vùng Thượng Đông của Ghana.

## Tuổi thơ
Lamisi bắt đầu ca hát lúc mới 7 tuổi, nơi sự nghiệp âm nhạc của cô thực sự bắt đầu. Lamisi tham dự JSS Methodist JSS cho giáo dục trung học cơ sở của cô. Sau đó, cô tiếp tục đến trường trung học Ashaiman để học trung học. Cô chuyển đến Đại học Nghiên cứu chuyên nghiệp để lấy bằng Cử nhân Khoa học về Tiếp thị và sau đó tiếp tục đến Đại học Ghana để lấy bằng Thạc sĩ Triết học về Giáo dục Khiêu vũ.

## Sự nghiệp
Lamisi bắt đầu sự nghiệp ca hát của mình với tư cách là ca sĩ chính cho The Patch Bay Band và biểu diễn trên khắp đất nước Ghana. Tài năng âm nhạc của Lamisi được truyền cảm hứng khi nghe Miriam Makeba, Aretha Franklin, Chaka Khan, Angelique Kidjo và nhiều nhạc sĩ khác. Giọng nói linh hoạt mạnh mẽ của cô đã đưa cô đến một mức độ đáng tin cậy cho cô cơ hội làm việc và cộng tác với các nhạc sĩ nổi tiếng quốc tế (trong Studios và trên các sân khấu) như Rocky Dawuni, Stonebwoy, Sarkodie, Samini, Amandzeba, Atongo Zimba, Becca, Afro Moses, Patoranking từ Nigeria và Lady May từ Namibia.
Lamisi đã phát hành đĩa đơn đầu tiên của cô có tựa đề là Tank Tanka Fanka, đánh dấu sự nghiệp solo đầu tay của cô với âm nhạc mà cô gọi là AFRO-FUSION-POP. Cùng với nhau, Tanka Fanka, cô đã phát hành hai đĩa đơn khác có tên là Mr Mr Dâu và và Kuul Runningsiết. Lamisi nổi bật trên Bản tổng hợp Reggae / Dancehall đầu tiên của Ghana bởi Irie Ites Studio vào năm 2016.